# Kottelatia brittani
Kottelatia brittani är en fiskart som först beskrevs av Axelrod, 1976.  Kottelatia brittani ingår i släktet Kottelatia och familjen karpfiskar. Inga underarter finns listade i Catalogue of Life.